# Cerapachys centurio
Cerapachys centurio är en myrart som beskrevs av Brown 1975. Cerapachys centurio ingår i släktet Cerapachys och familjen myror. Inga underarter finns listade.

## Bildgalleri

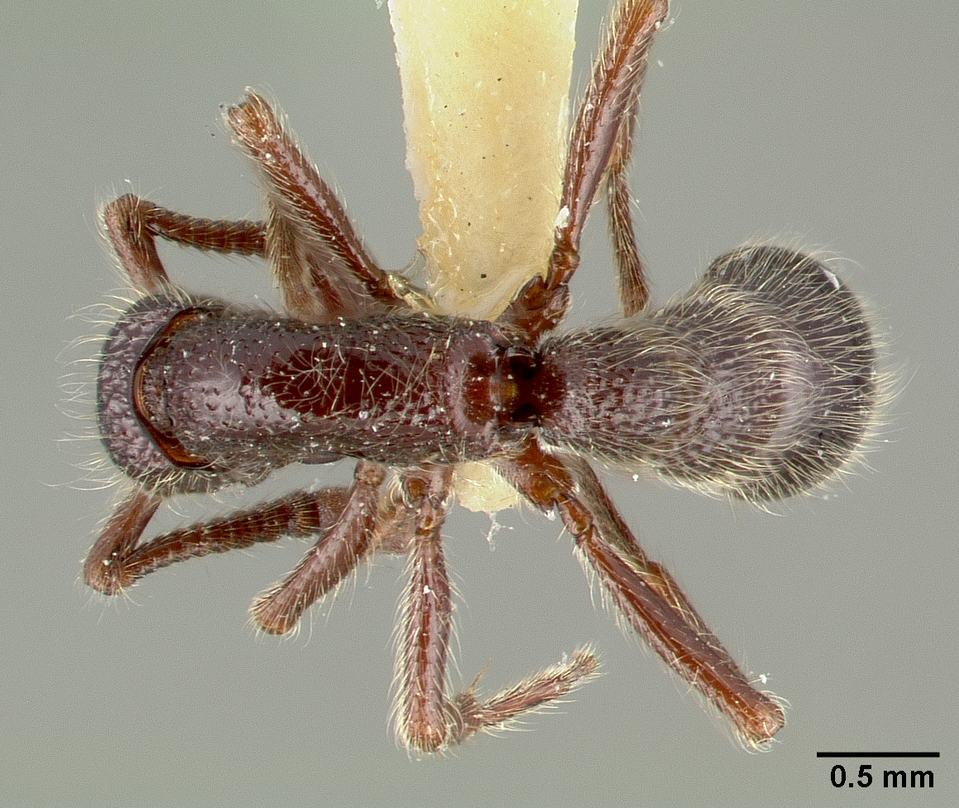
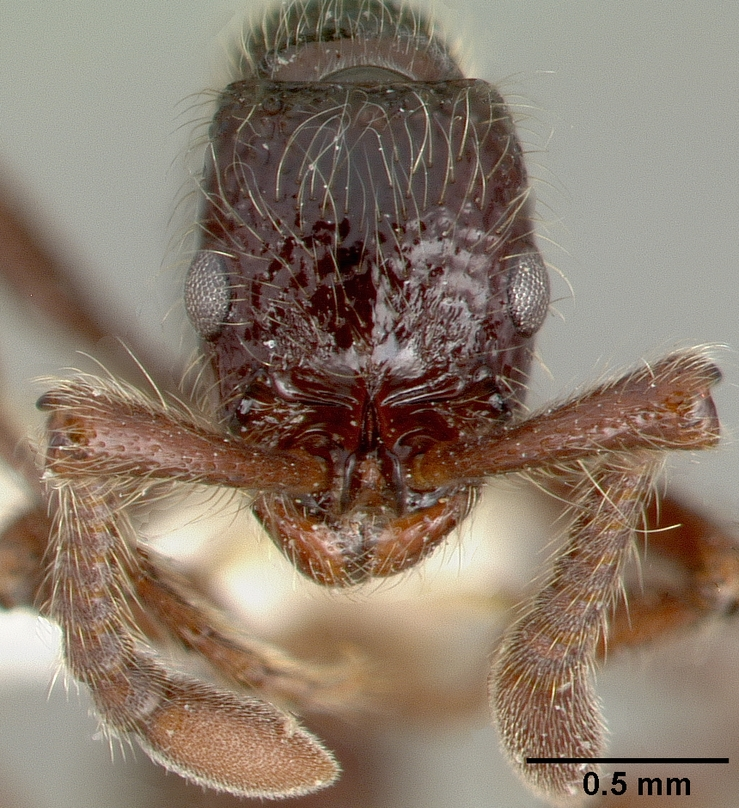
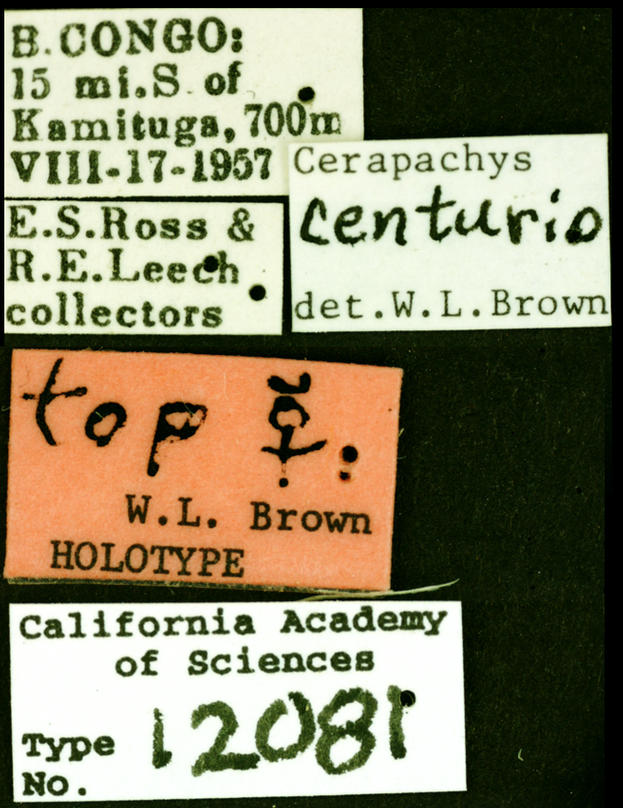
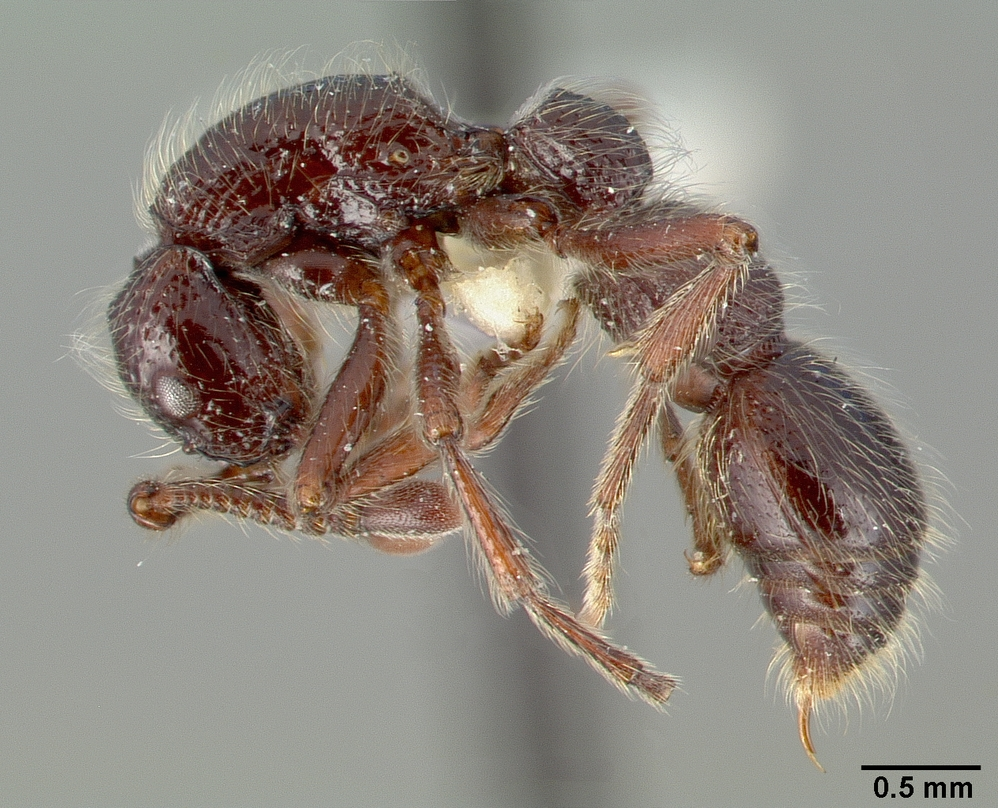
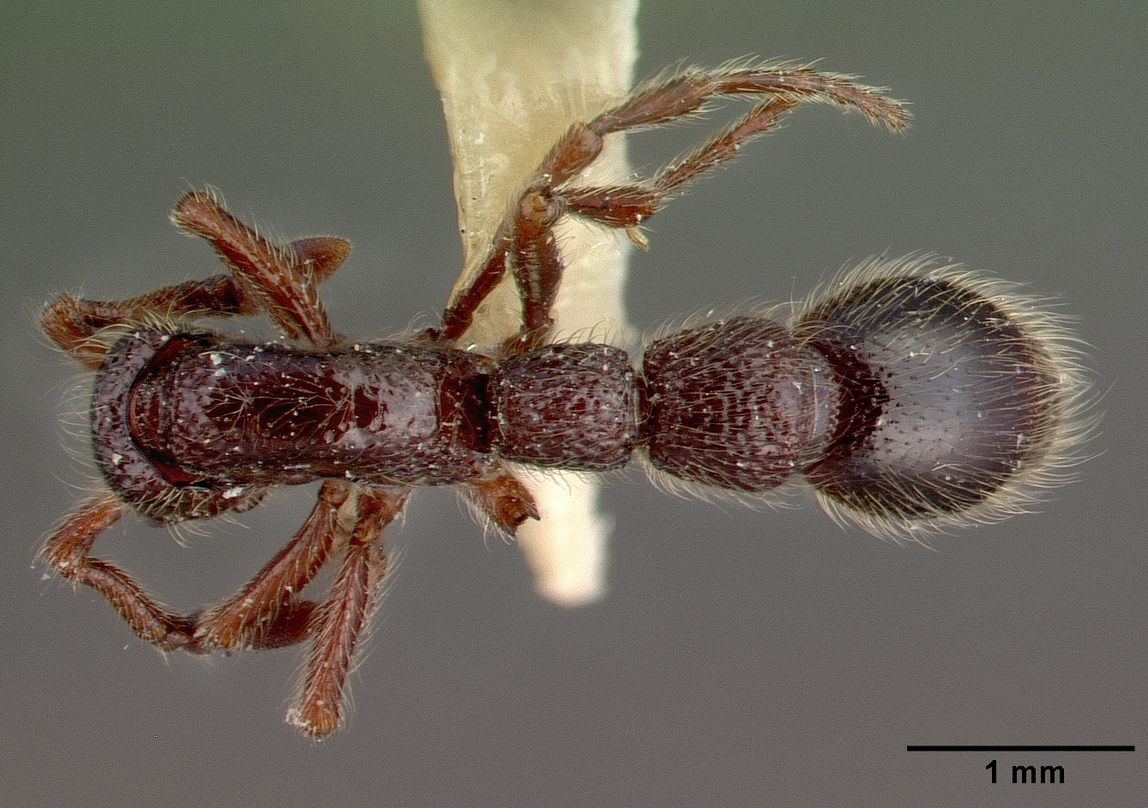
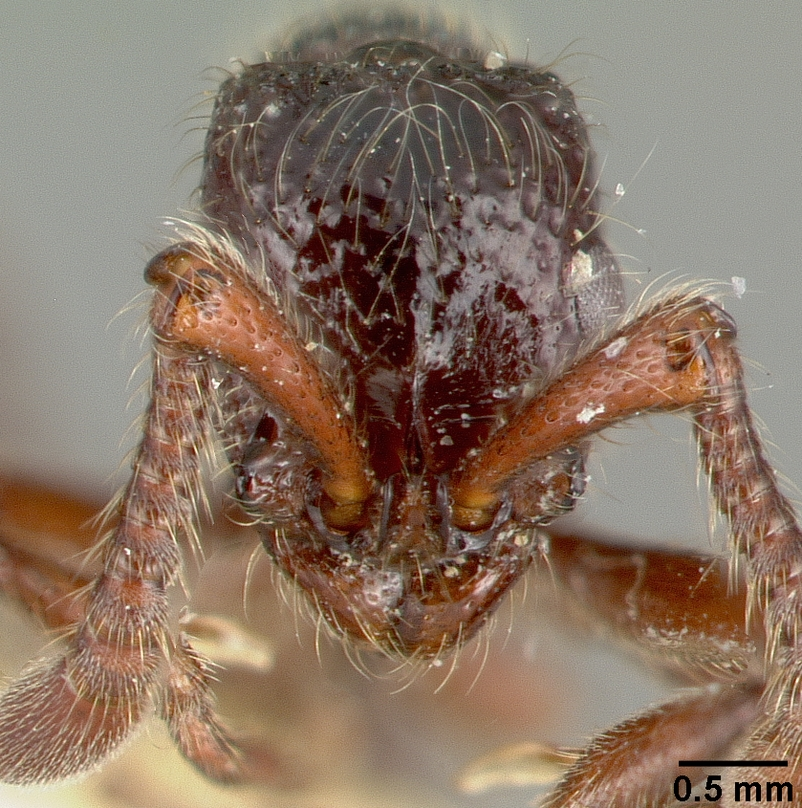